# Carrieton
Carrieton är en ort i Australien. Den ligger i kommunen Orroroo/Carrieton och delstaten South Australia, omkring 280 kilometer norr om delstatshuvudstaden Adelaide. Antalet invånare är 130.